# 魔法少女 俺
『魔法少女 俺』（まほうしょうじょ おれ）は毛魂一直線による漫画作品。マンガ雑誌「COMIC Be」にて2012年から2014年まで連載。2018年4月から同年6月はテレビアニメ版が放送された。また、これに合わせて原作漫画においても、「COMIC Be」vol.64（同年4月13日）で続編の連載が開始された。

## あらすじ
アイドルユニット・マジカルツインのメンバーである卯野さきは、人気アイドルグループ・STAR☆RICEのメンバーで幼馴染の御影桃拾に密かな想いを寄せていた。そんなある日、さきは母がかつて魔法少女だったことを知って衝撃をうける。そして、桃拾への強い恋心はさきを魔法少女へと目覚めさせるが、衣装こそ魔法少女風だが筋骨隆々な男という思いもよらない姿に変身する。

## 登場人物

### 魔法少女
卯野 さき（うの さき）/ 魔法少女オレ
声 - 大橋彩香（変身前）、石川界人（変身後）
本作の主人公。6月22日生まれのB型。身長150cm（変身前） / 185cm（変身後）。マジカルツインのメンバーだが、中々売れなくて困っていた。なお、歌もダンスもかなり下手で、歌に関してはカラオケでの練習を聞いた他の客が音漏れだけで昏倒するほど壊滅的である。
想いを寄せている桃拾を妖魔から救うために、桃拾への愛を高ぶらせ魔法少女に変身するも、魔法少女の格好をした屈強な男の姿になってしまう。咄嗟に「魔法少女オレ」として名乗り、それから同様に名乗るようになる。アホ毛がトレードマーク。
武器は倒した妖魔の血を吸う魔法のステッキとよく似た棒。妖魔を棒で撲殺しまくる戦闘方法を基本とするが、アニメ7話でさきの無茶な使用が祟り壊れてしまい、その後、アニメ8話で母のさよりから、彼女が使用していた魔法のステッキを託された。ココロちゃんからはこの他にヘアピン型のマジカル手榴弾や、弾数が無限大のマジカル拳銃（チャカ）も武器として提供されている。
御翔 桜世（みかげ さくよ）/ 魔法少女サキガスキ
声 - 三澤紗千香（変身前）、羽多野渉（変身後）
11月3日生まれのO型。身長160cm（変身前） / 187cm（変身後）。マジカルツインのもう一人のメンバー。さきとは反対に、歌もダンスも上手い。さきとは幼い頃からの親友で、常にさきを支えるクールで優しい性格。御翔桃拾の妹で、さきが桃拾に想いを寄せているのを理解しながら、さきのことを「性的な意味」で好きで居続けている。さきに続いて想いを高ぶらせ魔法少女（さきと同様に屈強な男の姿）に変身し、「魔法少女サキガスキ」として名乗るようになる。
さき（オレ）とは違い、武器を用いず素手で戦う。さきへの愛が力の源であるため、さきにピンチが及んでいないときにはカマキリにも劣る戦闘力とされており、実際に原作では妖魔にズタボロにされる描写が目立つ。一方、アニメではそのような設定は自称しているものの、共闘して足を引っ張らない程度の戦闘能力は保持しており、アニメオリジナルの温泉旅行では十数人いる妖魔を数十秒で蹴散らしている。
卯野 さより（うの さより）/ 魔法熟女さよちん
声 - 久川綾（変身前）、津田健次郎（変身後）
さきの母で、かつての魔法少女。旧姓は田中。牡牛座のB型、朝ごはんは絶対和食派。さき同様、屈強な男の姿に変身し、中学生の頃から魔法少女をしていたが、物語の1ヶ月前に戦闘で腰を痛めたことをきっかけに密かに引退した。アホ毛が2本ある。
アニメでは、さきと同じ魔法のステッキ（色違い）を武器として所有している。魔法少女としての能力はまだ捨ててないらしく、アニメ8話では、変身前でも魔法を使い剥がしのスタッフを蹴散らした他、妖魔に不意を突かれたさきと桃拾を守るために再び魔法熟女に変身して妖魔を倒した。しかし、この戦いで腰痛が悪化してしまい、自身のステッキをさきに託したのちに完全な引退となった。

### STAR☆PRINCE
御翔 桃拾（みかげ もひろ）
声 - 豊永利行
2月2日生まれのO型。身長177cm。人気アイドルグループであるSTAR☆PRINCEのメンバーで、桜世の兄。さきの意中の相手で、何を考えているのかわからない無口な性格だが、心優しい青年。その歌声は動物たちをも呼び寄せるが、自作の歌（特に作詞）のセンスは壊滅的。
なお、桃拾のセリフのみ吹き出しがなく、手書きの文字で書かれている。アニメでは吐息と字幕でしゃべる演出が施されており、字幕を読み上げられる描写もある。最終決戦では喉を潰した関係でオレの手の平に指でなぞることで意思疎通をはかった。
兵衛（ひょうえ）
声 - 遊佐浩二
わたがし月シュガー日生まれで、血液型は不明。身長180cm。STAR☆PRINCEのメンバーで、桃拾の相方。何かにつけてさきの邪魔をしてくる、さきの天敵。
桃拾が妖魔に襲われている間、姿をくらますなど、不可解な行動が多いが、その正体は魔法界の妖精王の跡取り息子にして次期妖精王である存在。人間界には長期バカンスに来ていた。前述のさき達の邪魔をしたり陥れたりする行動をしていたためにさき達からは妖魔の親玉と疑われていたが、実際には契約で禁止されている魔法少女の力をアイドル活動に利用する行為に対し、制裁を加える目的で行っていただけであった。
戦闘能力は他の妖精同様、例に漏れず弱いとのことだが、アニメオリジナルで描写された戦闘シーンでは風にまつわる風魔法で妖魔を蹴散らしていた。

### その他
矢茂 小波（やも こなみ）
声 - 森久保祥太郎
さきと桜世のマネージャー。魔法少女オタクで、憧れの魔法少女を探しに上京した過去がある。
さきと桜世が妖魔と戦っている現場に神出鬼没に現れてはネットにアップロードして宣伝材料に使ったりして、彼女たちを確実にスターへと仕上げていっている。
実は妖魔達の世界の者であり異世界侵略局長という役職についていて、人間界に送り出していた部下が魔法少女（さきの母・さより）に倒され、かねてより魔法少女オタクだった為部下に本心を隠して人間界の担当へ志願したが、さよりの魔法少女姿を見て絶句し失望。ニートと化していたものの諸事情で働くことになり芸能マネージャーとなった。
ある時、魔界からの最後通告（実質的な死の宣告）を受け、さき達を応援したい気持ちと保身のために人間を手にかけることに葛藤していたときにさきがココロにスカウトされているところに遭遇し、これ幸いと妖魔達を桃拾に襲わせ上記の通りさきの戦ってる姿を宣伝することで自作自演をしていた。
兵衛や藤本に正体を気づかれた為、最終的な行動を起こす。本来の妖魔としての姿については、額にハートマークがつく以外は人間と同じ姿をしている。
妖魔の親玉ではあるが、戦闘能力はさほど高くないと自称している。しかしながら、喧嘩する妖魔を治めたり、桃拾を苦しめたりする程度の雷魔法は使える。
ココロちゃん
声 - 一条和矢
愛称「コーさん」。外見はほとんど黒いサングラスをかけたヤクザにしか見えないが、魔法界魔法少女マスコット部門のお供のマスコット（妖精）。語尾は「ゴラァ」。2頭身キャラになることもできるが、厳つい顔はそのまま。2頭身になると背中に天使のような羽が生える。アニメ第8話では、通常の人間態で羽を生やして飛翔したこともある。
戦闘能力はかなり弱いようだが、アニメオリジナルの最終決戦ではマジカルチャカで戦闘に参加していた。
妖魔
声 - 渋谷彩乃、八木侑紀、吉田有里、三澤紗千香
マスコットのような姿の敵キャラ。首から下はマッチョな姿になり、種によっては下半身が触手になってるものもいる。人間を異界のゲートに連れ去ろうとし、魔法少女にしか倒すことができない。
アニメでは慰安旅行として温泉旅館に行ったりカラオケで歌っているなど、コミカルな描写も見える。
藤本 一郷（ふじもと いちごう）
声 - 緒方恵美
改造人間で正義の味方。魔法少女オレを敵視している。戦闘能力は高くなく、急所蹴りやスタンガンなど、人間とあまり変わらない攻撃方法をする。ただし、改造人間なのは事実であり、不良に刺されたはずみで胴体のパーツが飛び出たり、スタジオのセットの石柱（おそらく材質は本物）を握り潰すなどの身体能力を発揮することもある。
原作では兵衛の支援もあって最終決戦にて妖魔から人間界を守る役として善戦していたが、アニメではこの描写はカットされた。
弟に二剛（にごう、声 - 山寺宏一）、三豪（さんごう、声 - 優希比呂）、四業（よんごう、声 - 関智一）、五鋼（ごごう、声 - 岩永哲哉）、六轟（ろくごう、声 - 石田彰）がいる。

### アニメオリジナルキャラクター
王川 未散（おうかわ みちる）/ 魔法少女エターナルデンジャラスプリティ
声 - 田村ゆかり（変身前）、谷山紀章（変身後）
8月10日生まれのA型。身長155cm（変身前） / 185cm（変身後）。瑠可とともに「PRISMA」として活動するアイドル。素直じゃない性格で口も悪いが、アイドルとして人一倍のプライドを持っている。
アニメ4話でオレ（さき）に助けられて以降、彼女に一目惚れしている。アニメ9話では、ファンの減少に悩まされていた所にハッピーちゃんから魔法少女のスカウトを受ける。そして、彼との契約によって瑠可とともに魔法少女となるが、自身のラブパワー不足と契約のデメリットにより、他の魔法少女に比べて劣化が早く、変身する度に老化してしまう。合同ライブ時に襲撃してきた妖魔との戦いに敗れた事で自身の力に限界を感じて諦めそうになるも、オレ（さき）の励ましによって立ち直り、彼女に自身の想いを打ち明けた。
桐生 瑠可（きりゅう るか）/ 魔法少女エブリシングクレイジービューティー
声 - 内山夕実（変身前）、鈴木達央（変身後）
10月1日生まれのAB型。身長165cm（変身前） / 185cm（変身後）。未散とともに「PRISMA」として活動するアイドル。しっかり者で未散のことをとても大切に思っている故、未散のこととなると感情が高まり冷静さを失う。
アニメ9話にて、ハッピーちゃんとの契約によって未散とともに魔法少女となる。未散への強すぎる想いがラブパワーの源となっているため、ハッピーちゃんからも「申し分なし」と評価されている。本人はその想いを未散に伝えられずにいたが、合同ライブでの妖魔襲撃事件にて彼女に本心を打ち明けた。
ハッピーちゃん
声 - 林勇
外見はサングラスをかけたチンピラ風の男だが、魔法界魔法少女マスコット部門のお供のマスコット（妖精）。喫茶店で詐欺まがいのやり方で「PRISMA」の二人を魔法少女にした。マスコット形態は顔に羽根が付いただけのスタイル。合同ライブでの事件終了後、ココロちゃんから自身の縄張りを荒らした事と違法契約ギリギリのグレーな活動がバレて折檻を受ける。

## 用語
魔法少女
人間界に於いて、妖魔を倒すことのできる唯一の存在。基本的に魔法少女の姿は、魔法少女風の衣装を着た筋骨隆々な男性である。
あくまでも魔法少女であるため、女性にしかなれない。ただし、変身中は男性の姿であり、声も低音の効いた野太い声に変化する。
このため、変身というよりは性転換と言った方がただしい。
魔法少女とは言え、魔法は一切使えない。このため、妖魔との戦闘方法は、妖魔を武器や素手で殴り倒す物理的攻撃が基本である。
戦闘終了後の変身解除のプロセスについては、原作・アニメ共に設定ならびに描写が全くないため、不明である。また、自分の意思で変身解除はできないようである。
妖魔
異世界から人間界に侵略を行い、人間を異界のゲートに連れ去ろうとする、敵。
通常はマスコットのような2頭身キャラだが、行動時になるとマスコットのような頭はそのままだが、首から下は筋肉質な姿となる。
原則として妖魔は魔法少女にしか倒すことができないとされているが、最終決戦では魔法少女以外の男にも倒されている。

## 書誌情報
- 毛魂一直線 『魔法少女 俺』 ふゅーじょんぷろだくと〈ポーバックス Be comics〉、全2巻
  - 上巻 2014年2月24日発売、ISBN 978-4-89393-891-6
  - 下巻 2014年2月24日発売、ISBN 978-4-89393-893-0

## テレビアニメ
単行本の刊行と同時に告知され、2018年4月より6月までAT-X、TOKYO MXほかにて放送された。 AT-Xでは、同年3月25日に第1話と第2話が先行放送された。2018年7月より9月までBSフジで放送開始された。

### スタッフ
- 原作 - 毛魂一直線（コミックBe「魔法少女 俺」／「ふゅーじょんぷろだくと」刊）[7]
- 監督・シリーズ構成・脚本・アフレコ演出 - 川崎逸朗[7]
- キャラクターデザイン・総作画監督 - 伊部由起子[7]
- サブキャラクターデザイン - 翁長くみこ[7]
- 美術監督 - 平間由香[7]
- 美術設定 - 有本妃査恵[7]
- 美術監督補佐 - 若林里紗（第1～3話）
- 色彩設計 - 中尾総子[7]
- 特殊効果・2Dワークス - 古市裕一
- 撮影監督 - 村野よもぎ子[7]
- 撮影監督補佐 - 横井武尊
- 編集 - 松原理恵
- 編集助手 - 佐々木紘美、白石あかね、村田和夏菜（瀬山編集室）
- ビデオ編集 - 河村圭太、長尾和弘（グッド・ジョブTOKYO）
- 音響監督 - 清水勝則[7]
- 音響効果 - 八十正太
- 録音スタジオ - スリーエススタジオ
  - 録音調整 - 武藤雅人
  - 録音助手 - 關このみ
- 音響制作 - ザック・プロモーション
  - 音響制作担当 - 八木沼智彦
- 音楽 - 中塚武[7]
- 音楽プロデューサー - 佐藤純之介
- 音楽A&R - 重松暖
- 音楽ディレクター - 田村宏樹
- 音楽制作 - ランティス
- 企画 - 才谷遼、斉田秀之（第1～2話）→クン・ガオ（第3～12話）、櫻井優香、中瀬桂子、山崎明日香、武智恒雄、神部宗之、施忠
- チーフプロデューサー - 浅賀孝郎
- プロデューサー - 内田結花、黒須信彦、吉江輝成、前坂栄司、礒谷徳知、小澤文啓、中尾幸彦
- アニメーション制作統括 - 清水修
- アニメーションプロデューサー - 小澤一由、千葉真悟
- アシスタントプロデューサー - 岡本美緒、茂田美穂、宮城惣次、藤田幹人
- プロデュース - ジェンコ[7]
- アニメーション制作 - studioぴえろプラス[2]
- 製作 - 「魔法少女 俺」製作委員会（ふゅーじょんぷろだくと、クランチロール、バンダイナムコアーツ、マイシアターD.D.、エー・ティー・エックス、クロックワークス、コミディア、ジェンコ、鷲奇大地）
- 著作権表示 - ©毛魂一直線・ふゅーじょんぷろだくと／魔法少女俺製作委員会

### 主題歌
オープニングテーマ「NOISY LOVE POWER☆」（第1話 - 第12話）
作詞 - こだまさおり / 作曲・編曲 - 本多友紀 / 歌 - 大橋彩香
先行放送版第1話ではエンディングテーマとして使用。
エンディングテーマ「硝子の銀河」（第1話 - 第8話、第10話、第12話）
作詞 - em:óu / 作曲 - 浅岡雄也 / 編曲 - 浅田祐介 / 歌 - STAR☆PRINCE［桃拾（豊永利行）、兵衛（遊佐浩二）］ / コーラス - 緒方恵美、浅岡雄也
第1話では挿入歌としても使用。

### 挿入歌
「ハチミツフラッシュ-変わるわね-」（第1話、第6話、第7話、第12話）
作詞 - em:óu / 作曲・編曲 - 渡辺剛 / 歌 - マジカルツイン［さき（大橋彩香）、桜世（三澤紗千香）］
第7話では矢茂小波（森久保祥太郎）も歌唱。
「靴が鳴る」（第3話）
作詞 - 清水かつら / 作曲 - 弘田龍太郎
「ゆうやけこやけ」（第3話）
作詞 - 中村雨紅 / 作曲 - 草川信
「浜千鳥」（第3話）
作詞 - 鹿島鳴秋 / 作曲 - 弘田龍太郎
「ぶっちゃけ少女じゃない」（第4話、第9話）
作詞 - em:óu / 作曲・編曲 - 矢鴇つかさ / 歌 - MAHO☆SHOUJO［魔法少女オレ（石川界人）、魔法少女サキガスキ（羽多野渉）］
第9話ではエンディングテーマとしても使用。
「涙雨」（第6話）
作詞 - 篠原花奈 / 作曲・編曲 - コジマミノリ / 歌 - 旅館社長（一条和矢）
「愛・衝撃！（ラブ ショック）」（第7話、第12話）
作詞 - em:óu / 作曲・編曲 - 渡辺剛 / 歌 - PRISMA［王川未散（田村ゆかり）、桐生瑠可（内山夕実）］
「アルプス一万尺」（第7話）
作詞・作曲者不詳。アメリカ民謡。
「要注意狂女騎士（デンジャラスクレイジーナイト）」（第12話）
作詞 - em:óu / 作曲 - Dr. Dalmatian / 編曲 - Kume.、森田健吾 / 歌 - PRISMA［魔法少女エターナルデンジャラスプリティ（谷山紀章）、魔法少女エブリシングクレイジービューティー（鈴木達央）］
「七つの子」（第10話、第12話）
作詞 - 野口雨情 / 作曲 - 本居長世

### 各話リスト
| 話数   | サブタイトル          | 絵コンテ | 演出             | 作画監督                                                                                        | プロップデザイン    |
| ------ | --------------------- | -------- | ---------------- | ----------------------------------------------------------------------------------------------- | ------------------- |
| 第1話  | 魔法少女☆変身         | 川崎逸朗 | 山本天志         | 翁長くみこ、石田千夏、船道愛子 阿萬和俊、内原茂、宮本幸子                                       | 阿萬和俊            |
| 第2話  | 魔法少女☆オレ         | 川崎逸朗 | 川西泰二         | Shin Min Soep、Lee Sang Jin Kim Jin Young                                                       | 阿萬和俊 翁長くみこ |
| 第3話  | 魔法少女☆増えた       | 川崎逸朗 | 荻原露光         | 吉田肇、服部憲知、川口弘明                                                                      | 阿萬和俊 翁長くみこ |
| 第4話  | 魔法少女☆対改造人間   | 高本宣弘 | 所俊克           | 飯飼一幸、柳孝相                                                                                | 阿萬和俊            |
| 第5話  | 魔法少女☆旅行中       | 川崎逸朗 | 藤本ジ朗         | 翁長くみこ、船道愛子、内原茂、有泉洋子                                                          | 阿萬和俊            |
| 第6話  | 魔法少女☆温泉営業     | 川崎逸朗 | 川西泰二         | Lee Sang Jin、Kim Jin Young Shin Hyung Sik                                                      | 阿萬和俊            |
| 第7話  | 魔法少女☆レッスン     | 高本宣弘 | 中田誠           | 川口弘明、飯飼一幸                                                                              | 阿萬和俊            |
| 第8話  | 魔法少女☆握手会       | 高本宣弘 | 所俊克           | 飯飼一幸、津熊健徳 Shin Hey Ran                                                                 | 阿萬和俊            |
| 第9話  | 魔法少女☆また増えた   | 川崎逸朗 | ながはまのりひこ | 翁長くみこ、船道愛子、内原茂 Hue Hey Jung                                                       | 宮本幸子 阿萬和俊   |
| 第10話 | 魔法少女☆ストーキング | 渡部穏寛 | 山口美浩         | Lee Sang Jin、Shin Hyung Sik Kim Jin Young                                                      | 宮本幸子 阿萬和俊   |
| 第11話 | 魔法少女☆最終決戦     | 川崎逸朗 | 飯村正之         | 小川一郎、川崎逸朗（崩壊）                                                                      | 宮本幸子 阿萬和俊   |
| 第12話 | 魔法少女☆私           | 川崎逸朗 | 川西泰二         | 船道愛子、吉岡佳広、石橋有希子 桜井正明、阿萬和俊、内原茂 Heo Hye Jung、Kim Yu Mi、Park Hye Ran | 宮本幸子 阿萬和俊   |

### 放送局
| 放送期間               | 放送時間                     | 放送局     | 対象地域 | 備考                                 |
| ---------------------- | ---------------------------- | ---------- | -------- | ------------------------------------ |
| 2018年4月2日 - 6月18日 | 月曜 22:00 - 22:30           | AT-X       | 日本全域 | 製作参加 / CS放送 / リピート放送あり |
| 2018年4月3日 - 6月19日 | 火曜 1:40 - 2:10（月曜深夜） | TOKYO MX   | 東京都   |                                      |
| 2018年4月7日 - 6月23日 | 土曜 0:30 - 1:00（金曜深夜） | サンテレビ | 兵庫県   |                                      |
| 2018年4月8日 - 6月24日 | 日曜 23:00 - 23:30           | KBS京都    | 京都府   |                                      |

| 配信開始日   | 配信時間       | 配信サイト         |
| ------------ | -------------- | ------------------ |
| 2018年4月6日 | 金曜 0:00 更新 | GYAO!              |
|              |                | ニコニコチャンネル |

中国ではbilibiliにて配信。

### BD / DVD
| 巻 | 発売日         | 収録話          | 規格品番  | 規格品番  |
| 巻 | 発売日         | 収録話          | BD        | DVD       |
| -- | -------------- | --------------- | --------- | --------- |
| 1  | 2018年7月3日   | 第1話 - 第3話   | BIXA-1221 | BIBA-3291 |
| 2  | 2018年10月2日  | 第4話 - 第6話   | BIXA-1222 | BIBA-3292 |
| 3  | 2018年11月2日  | 第7話 - 第9話   | BIXA-1223 | BIBA-3293 |
| 4  | 2018年12月21日 | 第10話 - 第12話 | BIXA-1224 | BIBA-3294 |